# Sandalops melancholicus
Sandalops melancholicus är en bläckfiskart som beskrevs av Chun 1906. Sandalops melancholicus ingår i släktet Sandalops och familjen Cranchiidae. Inga underarter finns listade i Catalogue of Life.